# 29 juli
29 juli is de 210de dag van het jaar (211de dag in een schrikkeljaar) in de gregoriaanse kalender. Hierna volgen nog 155 dagen tot het einde van het jaar.

## Gebeurtenissen
- Algemeen
  - 1909 - In Barcelona wordt op bloedige wijze de Tragische week beëindigd, een opstand tegen de mobilisatie van het leger.
  - 1981 - Prins Charles treedt in het huwelijk met Diana Spencer.
  - 2013 - Bij een helikoptercrash in Roemenië komen vijf mensen om het leven, onder wie de omstreden Roemeense zakenman, Sorin Terbea. Hij was verwikkeld in een omkoopschandaal rondom voetbalwedstrijden.
  - 2017 - In het noordoosten van Nigeria kost een bomaanslag van de islamitische terreurbeweging Boko Haram het leven van veertien mensen. Tientallen raken gewond.
  - 2019 - Een man uit Eritrea heeft op het centraal station van Frankfurt een vrouw en haar zoon voor de trein geduwd. Het achtjarige kind kwam daarbij om het leven.
  - 2022 - Een Georgische Mi-8 helikopter stortte neer tegen een bergwand bij het ski- en outdoorresort Goedaoeri waarbij alle acht aan boord omkwamen, waaronder 4 crew, 2 doctoren en 2 reddingswerkers. Zij waren bezig met een reddingsoperatie van twee paragliders die eerder tegen de steile bergwand waren aangevlogen. Een daarvan, een buitenlandse toerist die als passagier van de paraglider mee vloog, overleefde deze crash niet. Het drama leidde tot een dag van nationale rouw en een tijdelijke ban op paragliden in het gebied na eerdere fatale ongevallen waar buitenlandse toeristen bij betrokken waren.[1]
  - 2023 - Door een ontploffing in een vuurwerkopslag bij Muno (Thailand) vallen meer dan 100 gewonden en ontstaat er veel schade. Volgens de gouverneur van de provincie Narathiwat hebben laswerkzaamheden de ontploffing veroorzaakt.[2]
- Kunst en cultuur
  - 1990 - Met ruim 1.200.000 bezoekers sluiten musea in Amsterdam en Otterlo hun deuren op de laatste dag ter, herinnering dat Vincent van Gogh, 100 jaar geleden overleed.
- Media
  - 2005 - Het Nederlandse radioprogramma Met het Oog op Morgen, beleeft zijn 10.000ste uitzending.
- Oorlog
  - 1018 - Slag bij Vlaardingen: graaf Dirk III van Holland verslaat het leger van keizer Hendrik II.
  - 1992 - Met de aankomst van 21 vrachtwagens met levensmiddelen in de Bosnische hoofdstad Sarajevo is de lang geplande corridor over land vanaf de Kroatische kuststad Split geopend.
- Politiek
  - 238 - De pretoriaanse garde bestormt het paleis in Rome, keizers  Pupienus en Balbinus worden in het openbaar geëxecuteerd. De 13-jarige Gordianus III wordt tot keizer gekroond.
  - 1921 - Adolf Hitler wordt voorzitter van de NSDAP.
  - 1943 - NSB burgemeester Geert Bisschop van Schoonebeek wordt doodgeschoten door leden van het plaatselijk verzet.
  - 1990 - Alberto Fujimori, de nieuwe president van Peru, zet twee hoge militairen uit hun functie en kondigt aan dat de banken twee dagen gesloten moeten blijven in verband met aan te kondigen maatregelen ter sanering van de economie.
  - 1992 - Poging tot staatsgreep in Madagaskar mislukt.
  - 1994 - Naar schatting 150.000 mensen uit alle delen van Bangladesh betogen in de hoofdstad Dhaka voor de ophanging van de schrijfster en islamcriticus Taslima Nasreen.
  - 2012 - Duitsland schrapt een budget van 21 miljoen euro ontwikkelingshulp aan Rwanda vanwege de kwalijke militaire rol die het land in het oosten van DR Congo zou spelen.
- Religie
  - 1980 - De Amerikaanse staten Alabama en Mississippi worden afgesplitst van het aartsbisdom New Orleans en gevormd tot een zelfstandige Rooms-katholieke kerkprovincie met het aartsbisdom Mobile en het bisdom Birmingham in Alabama en de bisdommen Biloxi en Jackson in Mississippi.

- Sport

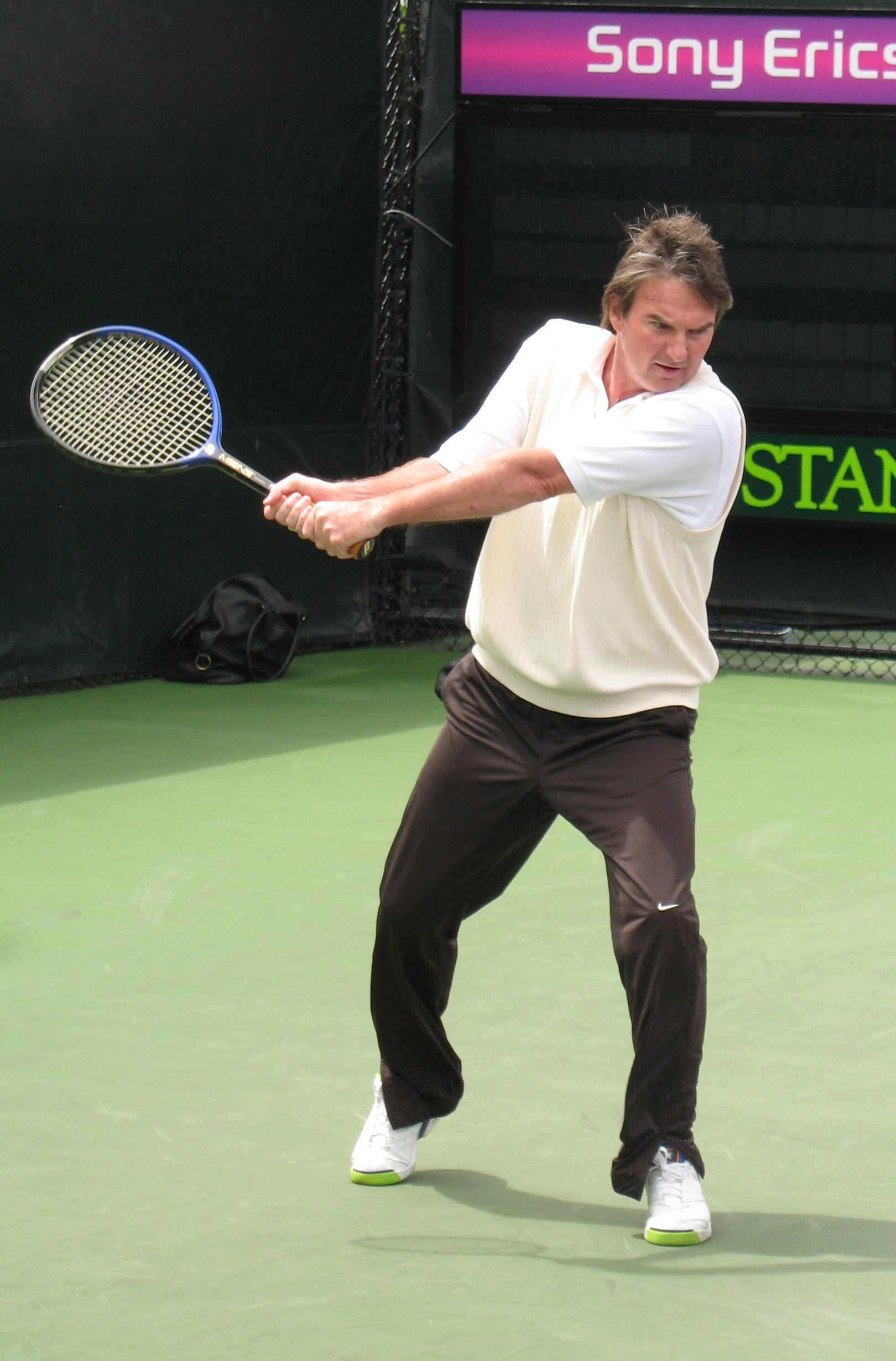
Jimmy Connors
nummer één op de wereldranglijst der tennisprofessionals in 1974

  - 1913 - Oprichting van de Noorse voetbalclub Vålerenga IF.
  - 1948 - Opening van de Olympische Spelen in Londen; de eerste Spelen na de Tweede Wereldoorlog.
  - 1973 - De Britse autocoureur Roger Williamson komt op tragische wijze om het leven bij de Grand Prix Formule 1 van Nederland op het circuit van Zandvoort.
  - 1974 - De Amerikaan Jimmy Connors lost de Australiër John Newcombe na acht weken af als nummer één op de wereldranglijst der tennisprofessionals.
  - 1984 - Zwemmer Michael Groß uit West-Duitsland brengt bij de Olympische Spelen in Los Angeles zijn eigen wereldrecord op de 200 meter vrije slag op 1.47,44.
  - 1989 - De Cubaanse atleet Javier Sotomayor scherpt bij atletiekwedstrijden in San Juan zijn eigen wereldrecord hoogspringen met 1 centimeter aan tot 2,44 meter.
  - 1995 - Verspringer Iván Pedroso uit Cuba overbrugt een afstand van 8 meter 96 in Sestriere, maar dit resultaat werd nooit gehomologeerd als nieuw wereldrecord.
  - 2001 - De Australische zwemmer Grant Hackett scherpt in Fukuoka het wereldrecord op de 1500 meter vrije slag aan tot 14.34,56. Het oude record (14.41,66) stond sinds 24 augustus 1994 op naam van zijn Australische landgenoot Kieren Perkins.
  - 2001 - Het Colombiaans voetbalelftal wint voor de eerste keer de Copa América. In de finale is het gastland met 1-0 te sterk voor Mexico.
  - 2007 - De Spanjaard Alberto Contador wint de 94e editie van de Ronde van Frankrijk.
  - 2012 - De Nederlandse wielrenster Marianne Vos wint in Londen de gouden medaille bij de wegwedstrijd op de Olympische Spelen.
  - 2017 - Ben Schwietert, Kyle Stolk, Femke Heemskerk en Ranomi Kromowidjojo winnen de zilveren medaille op de 4x100 meter vrije slag gemengd estafette bij de WK zwemmen 2017 in Boedapest.
  - 2017 - Het Nederlands vrouwenvoetbalelftal bereikt de halve finales van het EK in eigen land door op De Vijverberg in Doetinchem met 2-0 te winnen van Zweden door doelpunten van Lieke Martens en Vivianne Miedema.
  - 2023 - Wielrenner Remco Evenepoel uit België wint voor de derde keer in zijn loopbaan de Clásica San Sebastián door in de eindsprint Pello Bilbao te kloppen.[3]
  - 2023 - De Nederlandse tennisster Arantxa Rus wint het tennistoernooi van Hamburg bij de vrouwen door in de finale Noma Noha Akugue uit Duitsland in twee sets te verslaan. Rus pakt hiermee voor het eerst in haar carrière een WTA-titel hoger dan categorie WTA 125.[4]

- Wetenschap en technologie
  - 1927 - Ingebruikname eerste ijzeren long, in New York.
  - 1982 - Het Saljoet 6 ruimtestation valt terug in de dampkring en vergaat voordat resten de grond kunnen raken. Daarmee komt er een einde aan het 8e ruimtestation van het Saljoetprogramma van de Sovjet-Unie.[5]
  - 2005 - Astronomen maken de ontdekking van Eris bekend.

## Geboren

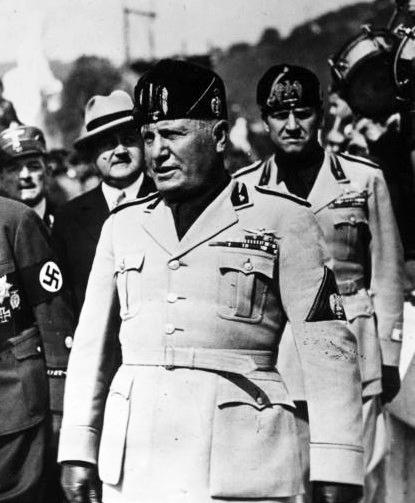
Benito Mussolini
geboren in 1883

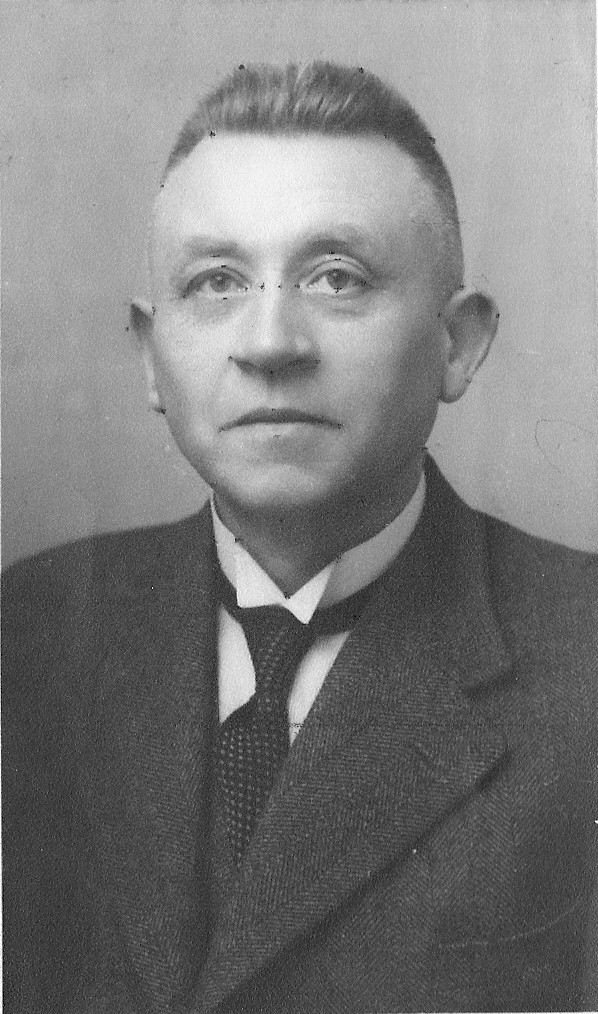
Johannes Rijpstra
geboren in 1889

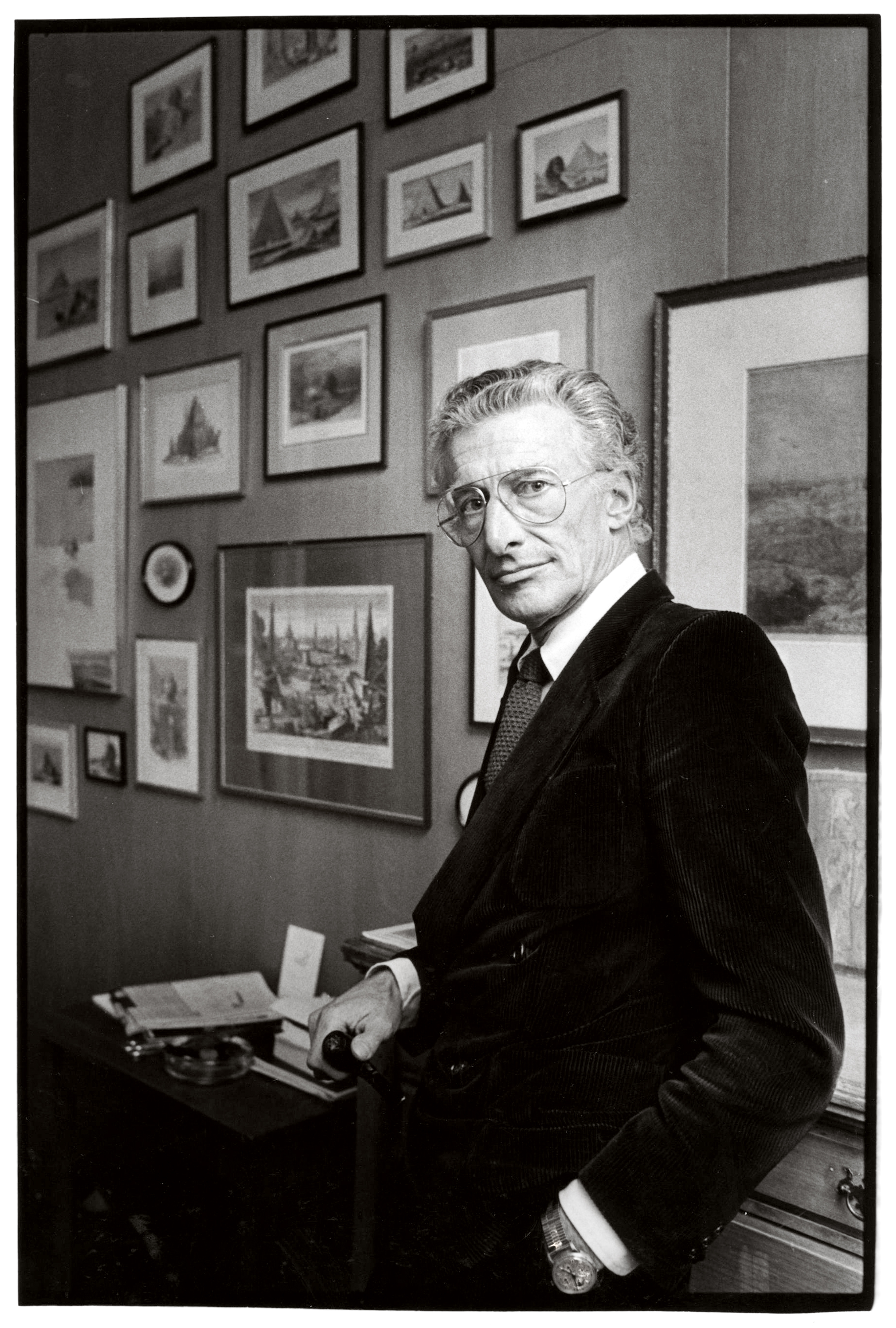
Harry Mulisch
geboren in 1927

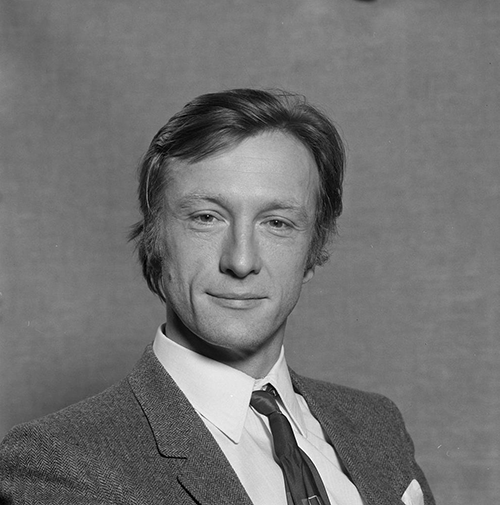
Hidde Maas
geboren in 1944

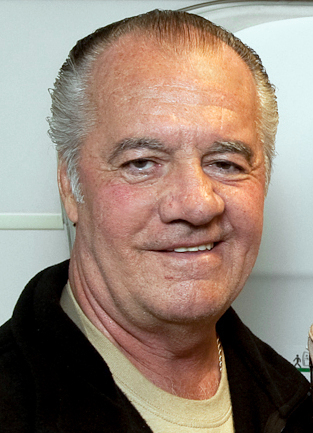
Tony Sirico
geboren in 1942

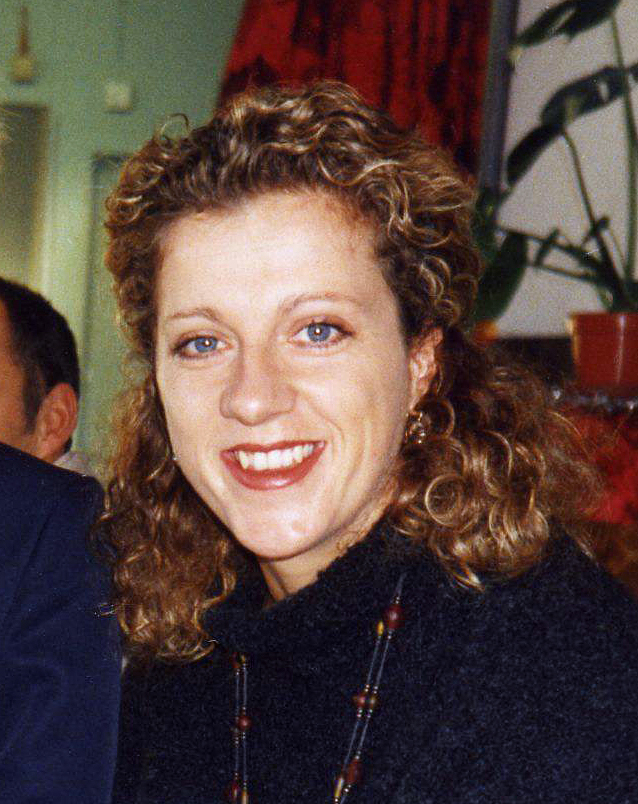
Sally Gunnell
geboren in 1966

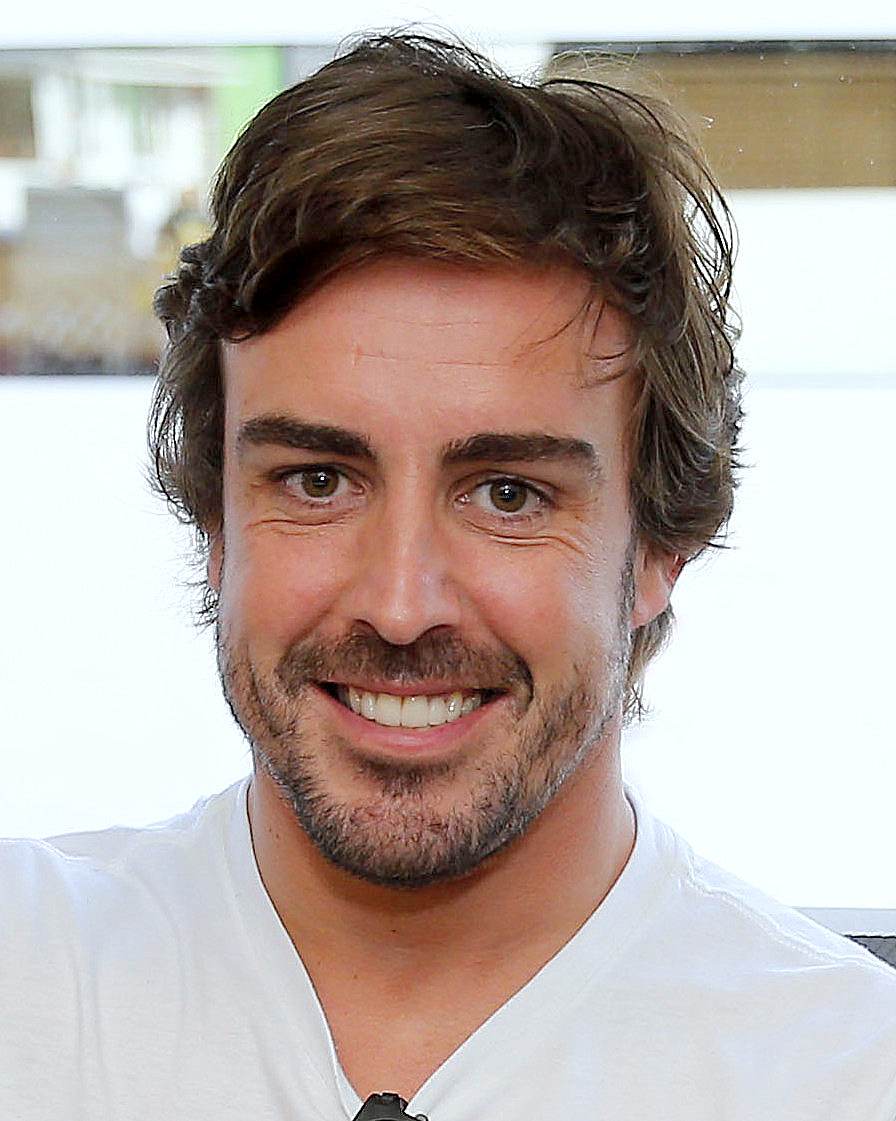
Fernando Alonso
geboren in 1981

- 1605 - Simon Dach, Duits dichter (overleden 1659)
- 1635 - Christiaan Lodewijk van Waldeck-Wildungen, Duits graaf (overleden 1706)
- 1824 - Eastman Johnson, Amerikaans kunstschilder (overleden 1906)
- 1841 - Armauer Hansen, Noors arts, ontdekker van de leprabacterie (overleden 1912)
- 1853 - Esther de Boer-van Rijk, Nederlands actrice (overleden 1937)
- 1871 - Pietro Badoglio, Italiaans militair en politicus (overleden 1956)
- 1881 - Gus McNaughton, Engels acteur (overleden 1969)
- 1883 - Benito Mussolini, Italiaans dictator (overleden 1945)
- 1887 - Sigmund Romberg, Amerikaans componist (overleden 1951)
- 1889 - Johannes Rijpstra, Nederlands bestuurder (overleden 1944)
- 1891 - Wam Heskes, Nederlands beeldend kunstenaar en acteur (overleden 1973)
- 1892 - Joseph Teixeira de Mattos, Nederlands tekenaar en kunstschilder (overleden 1971)
- 1896 - Jan Zwartendijk, Nederlands bedrijfsleider en diplomaat (overleden 1976)
- 1899 - Alice Terry, Amerikaans actrice (overleden 1987)
- 1900 - Eyvind Johnson, Zweeds schrijver (overleden 1976)
- 1901 - Anton Toscani, Nederlands snelwandelaar (overleden 1984)
- 1905 - Dag Hammarskjöld, Zweeds secretaris-generaal van de Verenigde Naties (overleden 1961)
- 1905 - Stanley Kunitz, Amerikaans dichter, vertaler en leraar (overleden 2006)
- 1905 - Karel van der Meer, Nederlands voetbalscheidsrechter (overleden 1978)
- 1905 - Thelma Todd, Amerikaans actrice (overleden 1935)
- 1913 - Johan Kraag, president van Suriname (overleden 1996)
- 1913 - Helen Barbara Kruger, Amerikaans modeontwerpster (overleden 2006)
- 1913 - Erich Priebke, Duits oorlogsmisdadiger (overleden 2013)
- 1917 - Giel Wittelings, Nederlands voetballer (overleden 1989)
- 1917 - Rochus Misch, radiotelegrafist en (laatstelijk) als SS-Oberscharführer deel uitmakend van de Leibstandarte-SS Adolf Hitler (overleden 2013)
- 1919 - Vic Lewis, Brits jazzbandleader (overleden 2009)
- 1922 - Frank Marth, Amerikaans acteur (overleden 2014)
- 1925 - Mikis Theodorakis, Grieks componist, dirigent en zanger (overleden 2021)
- 1927 - Harry Mulisch, Nederlands schrijver (overleden 2010)
- 1928 - Philippe Bär, geboren als Ronald Bär, Nederlands benedictijner monnik; 1983-1993  bisschop van Rotterdam (overleden 2025)
- 1929 - Júlio Botelho (Julinho), Braziliaans voetballer (overleden 2003)
- 1930 - Theo Quené, Nederlands planoloog (overleden 2011)
- 1930 - Jim Stewart, Amerikaans platenproducer (overleden 2022)
- 1931 - Ralph Klein, Israëlisch basketbalspeler en -trainer (overleden 2008)
- 1931 - Miklós Martin, Hongaars waterpolospeler (overleden 2019)
- 1932 - Mike Hodges, Brits scenarioschrijver en regisseur (overleden 2022)
- 1932 - Jan Notermans, Nederlands voetballer en voetbalcoach (overleden 2017)
- 1933 - Captain Lou Albano, Italiaans-Amerikaans professioneel worstelaar (overleden 2009)
- 1933 - Colin Davis, Brits autocoureur (overleden 2012)
- 1934 - Frans Rutten, Nederlands econoom en politiek adviseur (overleden 2019)
- 1935 - Peter Schreier, Duits tenor en dirigent (overleden 2019)
- 1936 - Elizabeth Dole, Amerikaans politica
- 1937 - Ryutaro Hashimoto, Japans politicus (overleden 2006)
- 1939 - Gian Piero Reverberi, Italiaans componist, dirigent en pianist
- 1940 - Amarildo Tavares da Silveira (Amarildo), Braziliaans voetballer
- 1940 - Winnie Monsod, Filipijns televisiepresentator, kabinetslid, bestuurder en hoogleraar economie
- 1941 - Tony Jefferies, Zuid-Afrikaans autocoureur
- 1941 - David Warner, Brits acteur (overleden 2022)
- 1942 - Tony Sirico, Amerikaans acteur en stemacteur (overleden 2022)
- 1943 - Michael Holm, Duits zanger
- 1943 - Ingrid Krämer, Oost-Duits schoonspringster
- 1944 - Hidde Maas, Nederlands acteur
- 1945 - Mircea Lucescu, Roemeens voetballer en voetbaltrainer
- 1945 - Mike Garson, Amerikaans pianist
- 1946 - Robert LuPone, Amerikaans acteur (overleden 2022)
- 1947 - Dennis Stewart, Amerikaans acteur (overleden 1994)
- 1950 - Maricica Puică, Roemeens atlete
- 1950 - Mike Starr, Amerikaans acteur
- 1952 - Joe Johnson, Engels snookerspeler
- 1952 - Mićun Jovanić, Kroatisch voetballer en voetbaltrainer (overleden 2010)
- 1952 - Bruno Zanoni, Italiaans wielrenner (overleden 2023)
- 1953 - Geddy Lee, Canadees bassist (Rush)
- 1955 - Jean-Luc Ettori, Frans voetbaldoelman
- 1956 - Viv Anderson, Engels voetballer
- 1957 - Janwillem Blijdorp, Nederlands kinderboekenschrijver
- 1957 - Fumio Kishida, Japans politicus; premier sinds 2021
- 1957 - Ulrich Tukur, Duits acteur en muzikant
- 1961 - Luc Nijholt, Nederlands voetballer en voetbalcoach
- 1961 - Massimo Podenzana, Italiaans wielrenner
- 1962 - Carl Cox, Brits dj
- 1962 - Oceano da Cruz, Portugees voetballer
- 1962 - Guillermo Martínez, Argentijns wiskundige en schrijver
- 1962 - Vincent Rousseau, Belgisch atleet
- 1963 - Chanoch Nissany, Israëlisch racecoureur en zakenman
- 1963 - David Phillips, Welsh voetballer
- 1963 - Graham Poll, Engels voetbalscheidsrechter
- 1963 - Ilkka Remes, Fins voetballer
- 1963 - Yge Visser, Nederlands schaakgrootmeester
- 1965 - Bart-Jan Baartmans, Nederlands singer/songwriter
- 1966 - Rebecca Gomperts, Nederlands (abortus)arts en vrouwenrechtenactiviste
- 1966 - Sally Gunnell, Brits atlete
- 1966 - Martina McBride,  Amerikaans countryzangeres
- 1966 - Erik Sandin, Amerikaans drummer
- 1967 - Fadila Laanan, Belgisch politica
- 1968 - Paavo Lötjönen, Fins cellist (Apocalyptica)
- 1968 - Tom van Sichem, Nederlands voetbalscheidsrechter
- 1968 - Flórián Urbán, Hongaars voetballer
- 1969 - Kadèr Gürbüz, Belgisch actrice
- 1971 - Emma Carney, Australisch triatlete
- 1971 - Bryan Dattilo, Amerikaans acteur
- 1971 - Lisa Ekdahl, Zweeds singer-songwriter
- 1972 - Metin Kazak, Bulgaars politicus
- 1973 - Stephen Dorff, Amerikaans acteur
- 1974 - Massimo Giunti, Italiaans wielrenner
- 1974 - Robin Korving, Nederlands atleet
- 1974 - Brenda Starink, Nederlands zwemster
- 1974 - Josh Radnor, Amerikaans acteur
- 1975 - David Michiels, Belgisch acteur
- 1975 - Jan Vantoortelboom, Belgisch schrijver en columnist
- 1976 - Patri Friedman, Amerikaans activist
- 1976 - Johan Klein Haneveld, Nederlands schrijver
- 1977 - Rodney Jerkins, Amerikaans muziekproducent en muzikant
- 1978 - Guillermo Rubén Bongiorno, Argentijns wielrenner
- 1978 - Sunny Wong, Hongkongs autocoureur
- 1979 - Reid Coolsaet, Canadees atleet
- 1980 - Fernando González, Chileens tennisser
- 1981 - Fernando Alonso, Spaans autocoureur
- 1981 - Heidi Mariën, Belgisch atlete
- 1984 - Anna Bezsonova, Oekraïens turnster
- 1985 - Besart Berisha, Albanees voetballer
- 1985 - Janneke Bijl, Nederlands voetbalster
- 1988 - Emmanuel Biron, Frans atleet
- 1988 - Marleen Pot, Nederlands shorttrackster
- 1989 - Kosovare Asllani, Zweeds voetbalster
- 1989 - Genaro Snijders, Nederlands voetballer
- 1990 - Munro Chambers, Canadees acteur
- 1990 - Ivan Lenđer, Servisch zwemmer
- 1990 - Zoé van Weert, Nederlands actrice
- 1991 - Yaya Banana, Kameroens voetballer
- 1991 - Lukas Jaun, Zwitsers wielrenner
- 1991 - Orlando Ortega, Cubaans/Spaans atleet
- 1991 - Ramona Siebenhofer, Oostenrijks alpineskiester
- 1992 - Quinten Schram, Nederlands acteur
- 1992 - Djibril Sidibé, Frans voetballer
- 1993 - Nicolas Marini, Italiaans wielrenner
- 1993 - Nicole Melichar, Amerikaans tennisspeelster
- 1994 - Erica Musso, Italiaans zwemster
- 1995 - Guðrún Arnardóttir, IJslands voetbalster
- 1995 - Dorin Rotariu, Roemeens voetballer
- 1995 - Luca Stolz, Duits autocoureur
- 1996 - Ameya Vaidyanathan, Indiaas autocoureur
- 1997 - Austin Hamilton, Zweeds atleet
- 1997 - Marlon Versteeg, Nederlands voetballer
- 1999 - Max Fewtrell, Brits autocoureur
- 2000 - Marcus Armstrong, Nieuw-Zeelands autocoureur
- 2000 - Britt Knaven, Belgisch-Nederlands wielrenster
- 2001 - Yareli Acevedo, Mexicaans baanwielrenster
- 2001 - Tijl De Decker, Belgisch wielrenner (overleden 2023)
- 2002 - Jagger Jones, Amerikaans autocoureur
- 2002 - Thierry Vermeulen, Nederlands autocoureur
- 2003 - Renato Veiga, Portugees voetballer
- 2005 - Sanne Davelaar, Nederlands voetbalster
- 2007 - Noah Strømsted, Deens autocoureur

## Overleden

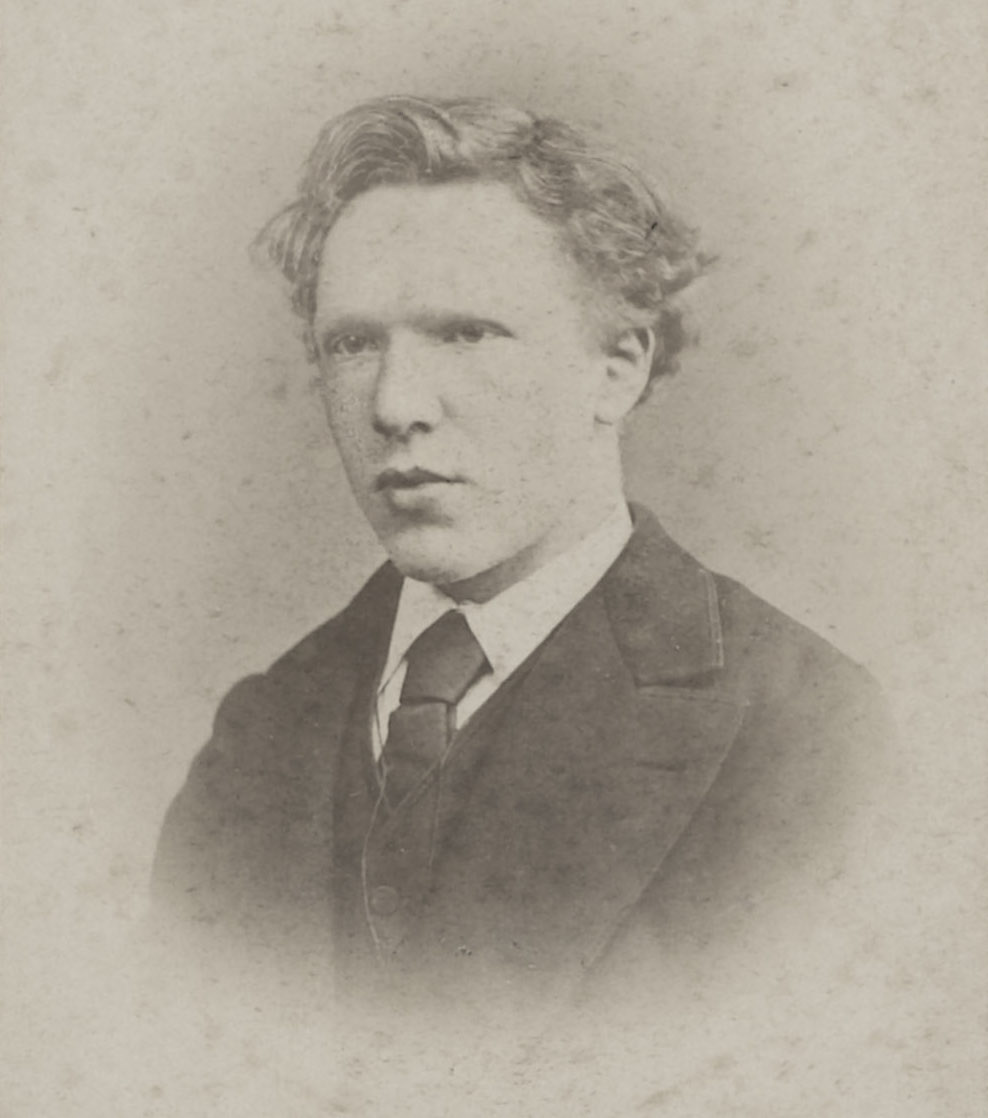
Vincent van Gogh
overleden in 1890

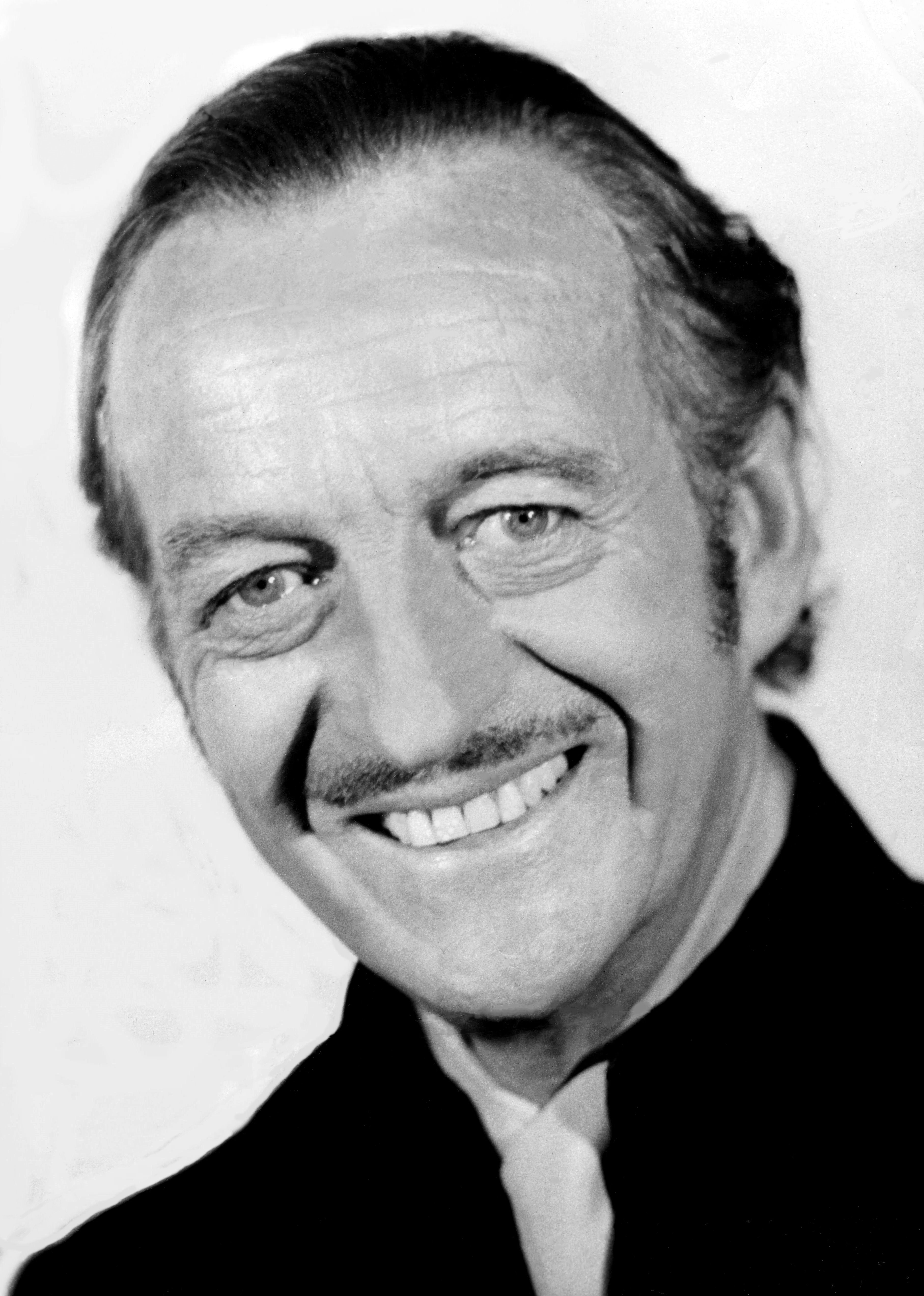
David Niven
overleden in 1983

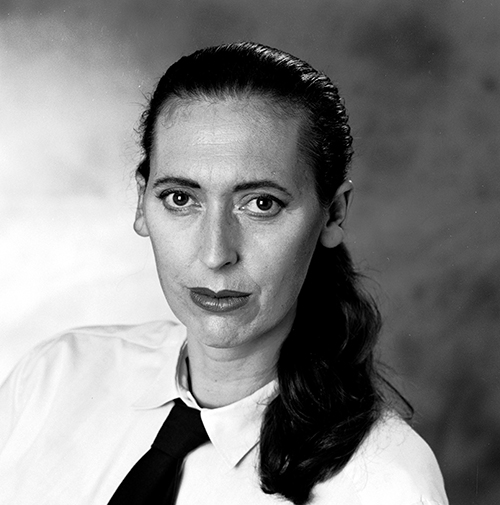
Dela Maria Vaags
overleden in 2011

- 238 - Balbinus (?), keizer van Rome
- 238 - Pupienus (59?/69?), keizer van Rome
- 796 - Offa van Mercia, Angelsaksisch koning
- 1030 - Olaf II van Noorwegen, koning van Noorwegen
- 1095 - Ladislaus I (55), koning van Hongarije
- 1099 - Paus Urbanus II (57)
- 1108 - Filips I (55), koning van Frankrijk
- 1574 - Frans II van Waldeck-Landau (~48), Duits graaf
- 1644 - Paus Urbanus VIII (76)
- 1813 - Jean-Andoche Junot (41), Frans generaal
- 1833 - William Wilberforce (73), Engels parlementariër en anti-slavernij-activist
- 1844 - Franz Xaver Wolfgang Mozart (53), Oostenrijks pianist, componist en dirigent
- 1887 - Agostino Depretis (74), Italiaans politicus
- 1890 - Vincent van Gogh (37), Nederlands schilder
- 1900 - Umberto I (56), koning van Italië
- 1910 - Valtesse de La Bigne (61/62), Frans courtisane
- 1913 - Tobias Asser (75), Nederlands jurist en Nobelprijswinnaar
- 1921 - Herman Bavinck (66), Nederlands predikant, theoloog en politicus
- 1943 - Jan van Straelen (27), Nederlands verzetsstrijder
- 1950 - Joe Fry (34), Brits autocoureur
- 1951 - Walt Brown (39), Amerikaans autocoureur
- 1951 - Cecil Green (31), Amerikaans autocoureur
- 1951 - Bill Mackey (23), Amerikaans autocoureur
- 1951 - Ali Sami Yen (64), Turks voetbalcoach en voetbalbestuurder
- 1954 - Coen de Koning (75), Nederlands schaatser, winnaar Elfstedentocht (1912 en 1917)
- 1965 - Robert Wade King (59), Amerikaans atleet
- 1970 - John Barbirolli (70), Brits dirigent
- 1973 - Roger Williamson (25), Brits autocoureur
- 1974 - Cass Elliot (32), Amerikaans zangeres (The Mamas and the Papas)
- 1974 - Erich Kästner (75), Duits schrijver
- 1979 - Herbert Marcuse (81), Duits-Amerikaans filosoof
- 1982 - Vladimir Zworykin (92), Russisch-Amerikaans televisiepionier
- 1983 - Luis Buñuel (83), Spaans filmregisseur
- 1983 - Burrill Crohn (99), Amerikaans arts (gastro-enteroloog)
- 1983 - David Niven (73), Brits acteur
- 1989 - Eugène Rellum (93), Surinaams dichter
- 1990 - Bruno Kreisky (79), Oostenrijks politicus (bondskanselier 1970-1983)
- 1993 - Aksel Quintus Bosz (78), Surinaams jurist, politicus en hoogleraar
- 1999 - Anita Carter (66), Amerikaans countryzangeres
- 2001 - Edward Gierek (88), Pools politicus
- 2002 - Renato Pirocchi (69), Italiaans autocoureur
- 2003 - Jop Pannekoek (60), Nederlands regisseur
- 2007 - Michel Serrault (79), Frans acteur
- 2010 - Lorene Yarnell (66), Amerikaans danseres en mime-artieste
- 2011 - Dela Maria Vaags (54), Nederlands actrice
- 2012 - Sibbele (Wim Westendorp) (46), Nederlands zanger
- 2012 - John Stampe (55), Deens voetballer en voetbalcoach
- 2013 - Cristian Benítez (27), Ecuadoraans voetballer
- 2013 - Tony Gaze (93), Australisch autocoureur
- 2013 - Peter Ypma (71), Nederlands jazzdrummer
- 2015 - T.T. Cloete (91), Zuid-Afrikaans dichter, vertaler en wetenschapper
- 2015 - Paulette Fouillet (65), Frans judoka
- 2016 - Roger Troch (68), Belgisch radiopresentator en diskjockey
- 2017 - Olivier Strebelle (90), Belgisch kunstenaar
- 2018 - Brian Lawler (46), Amerikaans worstelaar
- 2018 - Vibeke Skofterud (38), Noors langlaufster
- 2018 - Tomasz Stańko (76), Pools jazztrompettist en -componist
- 2018 - Nikolai Volkoff (70), Kroatisch worstelaar
- 2018 - Tom van der Voort (76), Nederlands orthopedagoog
- 2019 - Egil Danielsen (85), Noors atleet
- 2019 - Mona-Liisa Nousiainen (36), Fins langlaufster
- 2020 - Kees Kievit (89), Nederlands zwemmer
- 2021 - Phillip King (87), Brits beeldhouwer
- 2022 - Margot Eskens (85), Duits schlagerzangeres
- 2022 - Juris Hartmanis (94), Lets informaticus
- 2022 - Yitzchok Tuvia Weiss (95), Israëlisch opperrabbijn
- 2022 - Janine van Wely (84), Nederlands actrice
- 2023 - Manfred Hiemer (62), Duits rallynavigator
- 2023 - George Wilson (81), Amerikaans basketballer
- 2024 - Józef Szmidt (89), Pools atleet
- 2025 - Paul Day (69), Brits zanger
- 2025 - Gerard Endenburg (92), Nederlands ondernemer, hoogleraar en ingenieur
- 2025 - Jan Meijs (94), Nederlands politicus
- 2025 - Geert Reuten (79), Nederlands politicus en econoom

## Viering/herdenking

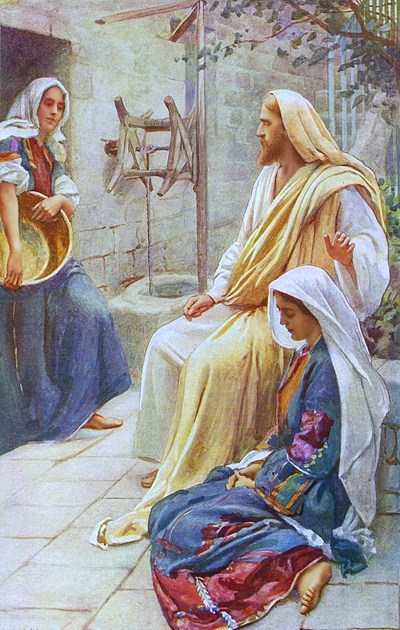
Jezus ten huize van Martha en Maria, Harold Copping

- Ólavsøka, Nationale feestdag van Faeröer
- Rooms-katholieke kalender:
  - Heilige Martha († c. 80), patroon v/h huispersoneel, Maria en Lazarus - Gedachtenis (laatste twee toegevoegd in 2021)
  - Heilige Olaf (Haraldsson van Noorwegen) († 1030) - Hoogfeest in Noorwegen, Gedachtenis in Denemarken, Finland en Zweden
  - Heilige Simplicius, Faustinus en Beatrix (van Rome) († c. 303)
  - Heilige Lupus van Troyes († c. 478)
  - Heilige Guillaume Pinchon van Saint Brieuc († 1234)
  - Heilige Serapia van Rome († c. 119)
  - Zalige Paus Urbanus II († 1099)

## Weerextremen

### Nederland
| | Officiële records | Officiële records | Officiële records |      | Landelijke records | Landelijke records | Landelijke records |
| Gebeurtenis | Jaar              | Extreem           | Locatie           | Jaar | Extreem            | Locatie            |                    |
| --- | ----------------- | ----------------- | ----------------- | ---- | ------------------ | ------------------ | ------------------ |
| Laagste etmaalgemiddelde temperatuur (°C) | 1952, 1962        | 12,9              | De Bilt           |      | 1909               | 11,8               | Eelde              |
| Hoogste etmaalgemiddelde temperatuur (°C) | 1911, 2002        | 24,6              | De Bilt           |      | 1911               | 26,0               | Maastricht         |
| Laagste minimumtemperatuur (°C) | 1962              | 5,1               | De Bilt           |      | 1962               | 3,9                | Soesterberg        |
| Hoogste minimumtemperatuur (°C) | 1948              | 18,2              | De Bilt           |      | 2002               | 21,2               | De Kooy            |
| Laagste maximumtemperatuur (°C) | 1971              | 16,3              | De Bilt           |      | 1919               | 14,1               | De Kooy            |
| Hoogste maximumtemperatuur (°C) | 1969              | 31,1              | De Bilt           |      | 1969               | 34,3               | Eelde              |
| Hoogste uurgemiddelde windsnelheid (m/s) | 1956              | 14,4              | De Bilt           |      | 1956               | 23,1               | De Kooy            |
| Hoogste windstoot (m/s) | 1956              | 27,3              | De Bilt           |      | 1956               | 27,3               | De Bilt            |
| Langste zonneschijnduur (uur) | 1963              | 14,5              | De Bilt           |      | 1991               | 14,9               | Herwijnen          |
| Langste neerslagduur (uur) | 1987              | 6,8               | De Bilt           |      | 1987               | 12,8               | Deelen             |
| Hoogste etmaalsom van de neerslag (mm) | 2000              | 27,7              | De Bilt           |      | 2005               | 62,6               | Arcen              |
| Laagste etmaalgemiddelde relatieve vochtigheid (%) | 1948              | 50                | De Bilt           |      | 1989, 2018         | 44                 | Maastricht         |
| Laagste uurwaarde luchtdruk op zeeniveau (hPa) | 1956              | 995,4             | De Bilt           |      | 1965               | 992,7              | Leeuwarden         |
| Hoogste uurwaarde luchtdruk op zeeniveau (hPa) | 1908              | 1029,4            | De Bilt           |      | 1908               | 1030,0             | De Kooy            |
| Officiële records worden altijd gemeten op het KNMI-weerstation in De Bilt. Landelijke records kunnen worden gemeten op elk officieel KNMI-weerstation in Nederland. |                   |                   |                   |      |                    |                    |                    |

Uitzonderlijke gebeurtenissen
- 1979 - Officieel hoogste minimumtemperatuur in °C van het jaar gemeten in De Bilt: 17,1
- 1986 - Officieel hoogste minimumtemperatuur in °C van het jaar gemeten in De Bilt: 16,5
- 2005 - Officieel hoogste minimumtemperatuur in °C van het jaar gemeten in De Bilt: 17,8

### België
Dagrecords
- 1891 en 1867 - Laagste etmaalgemiddelde temperatuur 12,2 °C
- 1947 - Hoogste etmaalgemiddelde temperatuur 26,2 °C
- 1962 - Laagste minimumtemperatuur 7,4 °C
- 1911 - Hoogste maximumtemperatuur 34 °C
- 1917 - Hoogste etmaalsom van de neerslag 20,8 mm

Uitzonderlijke gebeurtenissen
- 1911 - Maximumtemperatuur tot 35,4 °C in Oostende.
- 2005 - Hoge neerslaghoeveelheden door onweer. in Stabroek valt 71,0 mm
- 2014 - Verschillende onweershaarden met neerslagcijfers tot 80,7 mm in Houtem (Hoegaarden) veroorzaken wateroverlast. In Itter is het centrum ondergelopen en staat het water hier en daar huizenhoog.

<< · 1 · 2 · 3 · 4 · 5 · 6 · 7 · 8 · 9 · 10 · 11 · 12 · 13 · 14 · 15 · 16 · 17 · 18 · 19 · 20 · 21 · 22 · 23 · 24 · 25 · 26 · 27 · 28 · 29 · 30 · 31 · >>